# Cardamine violacea
Cardamine violacea är en korsblommig växtart som först beskrevs av David Don, och fick sitt nu gällande namn av Nathaniel Wallich, Joseph Dalton Hooker och Thomas Thomson. Cardamine violacea ingår i släktet bräsmor, och familjen korsblommiga växter. Inga underarter finns listade i Catalogue of Life.